# Romet R150
Romet R150 – motocykl sprzedawany w Polsce od 2007 lub 2008 roku pod marką Romet.

## Historia modelu
Romet R150 to model turystycznego krążownika. Malowany jest przy pomocy czarnego i czarno-srebrnego lakieru, wiele podzespołów jest chromowanych.

## Dane techniczne
- Wymiary: 2210 mm x 890 mm x 1210 mm,
- Masa pojazdu gotowego do jazdy: 144 kg,
- Dopuszczalna ładowność: 150 kg,
- Silnik: czterosuwowy, jednocylindrowy, chłodzony powietrzem,
- Pojemność: 150 cm³,
- Moc maksymalna: 8,8 kW (12 KM) przy 8500 obr./min.,
- Rozruch: elektryczny, nożny,
- Zapłon: elektroniczny CDI,
- Przeniesienie napędu: łańcuch,
- Prędkość maksymalna: 80 km/h,
- Pojemność zbiornika paliwa: 14 l,
- Hamulec przód/tył: tarczowy hydrauliczny/bębnowy,
- Opony przód/tył: 130/90-15 / 110/90-16,
- Amortyzator przód/tył: podwójny,
- Wyposażenie dodatkowe: kufry boczne, szyba ochronna.